# エドゥアルド・フレイ・モンタルバ
エドゥアルド・フレイ・モンタルバ（Eduardo Frei Montalva, 1911年1月16日 - 1982年1月12日）は、チリ共和国の大統領（第28代）。

## 経歴
1911年1月16日、サンティアゴ・デ・チレに生まれる。ドイツ系スイス人の子孫である。
1933年に、弁護士となる。1938年に、チリの保守党（Partido Conservador）で、政治家として活動を始める。1949年、チリ上院議員に当選する。1957年のキリスト教民主党（Partido Demócrata Cristiano de Chile）の結成に参加する。1958年のチリ大統領選挙に出馬するものの、保守党のホルヘ・アレッサンドリ（Jorge Alessandri）とチリ社会党のサルバドール・アジェンデにおよばず、第三位の得票を得る。
1964年のチリ大統領選挙に、対立候補のサルバドール・アジェンデに勝ち、11月3日にチリ大統領となる。『自由の中の革命』を公約として、外国資本の元にあったチリの鉱山の準国有化(株式の51%取得)を図り、穏健な農地改革を進める。住宅建設を進め、資本家よりも一般大衆の利益をより優先する政策をとった。1970年11月3日、大統領職を任期満了で退き、大統領選挙に勝利したサルバドール・アジェンデが引き継ぐこととなる。
アジェンデ政権に対しては、批判的な立場をとり続ける。1973年3月、チリ上院議長に選ばれる。1973年9月11日の際のチリ・クーデターに際して、「支持」の立場をとっていたという情報もある。しかし、アウグスト・ピノチェト軍事政権に対して批判の立場を強めた。元大統領の保守政治家として、独裁体制を終わらせる勢力の核として、期待されるに至る。
1982年1月12日、入院先の病院で死去する。腹膜炎が原因とされてきたが、数年間にわたる遺族や民主勢力の調査活動の結果、毒殺された疑いが濃いことが分かり、2009年12月7日、軍関係者ら6人が逮捕される。2014年1月には、これら6被告のうち4人が、ピノチェト政権下において別の複数の囚人を毒殺し、また毒殺未遂を働いたとの容疑で逮捕されている。2019年1月30日、裁判所は6人全員に禁錮10～3年の有罪判決を言い渡した。
なお、息子のエドゥアルド・フレイ・ルイスタグレ（Eduardo Frei Ruiz-Tagle）は、1994年5月から2000年5月まで、第32代チリ大統領に就任した。